# Delta Kappa Epsilon
Delta Kappa Epsilon (ΔΚΕ, prononcé D-K-E ou « Deke ») est l'une des plus anciennes fraternités et société secrète d'Amérique du Nord, fondée à l'université Yale en 1844. Elle a pour objectif de rassembler des individus « où le candidat le plus prisé combine en d'égales proportions le gentleman, l'érudit, et le brave gars ».
De taille moyenne, elle a produit un nombre disproportionné de membres ayant exercé de hautes responsabilités, dont 6 présidents des États-Unis, de célèbres banquiers (J.P. Morgan, Robert Lehman), fondateurs et administrateurs d'entreprises (Heinz, Colgate-Palmolive, IBM, Procter & Gamble) ainsi que des personnalités du monde du sport et des arts.
Le gentlemen's club de ΔKE a été fondé en 1885, et est en résidence au Yale Club de New York depuis 1932.

## Fondation

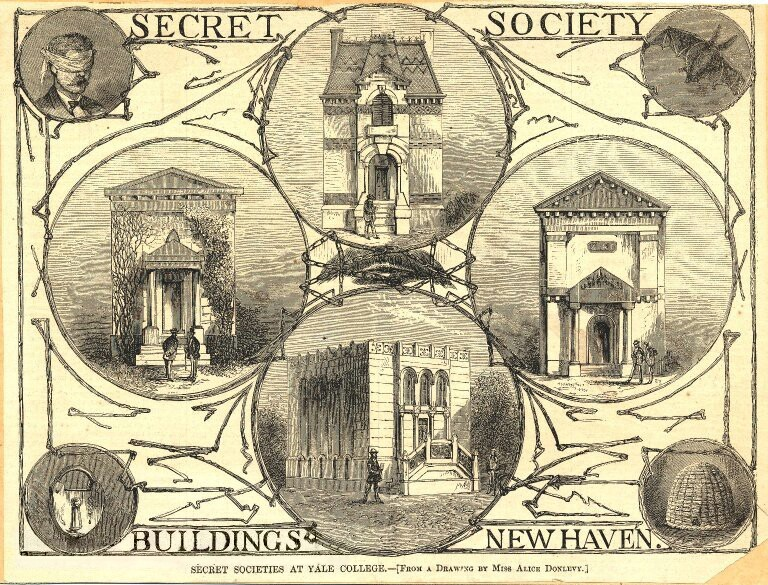
Delta Kappa Epsilon est l'une des premières sociétés secrètes de l'université Yale.

La fraternité a été fondée le 22 juin 1844 par quinze hommes au Old South Hall de l'université Yale. À la suite de cette première réunion le blason, la devise et les rituels furent fixés dans le but de : 
1. La poursuite de la culture générale et littéraire,
2. L'encouragement de l'excellence intellectuelle,
3. La promotion de l'amitié authentique et de la citoyenneté utile,
4. Le développement d'un esprit de tolérance et de respect pour le point de vue d'autrui,
5. L'entretien de la condition du gentleman et de la moralité en toutes circonstances,
6. L'union parfait des cœurs et des intérêts pour assurer au succès la réussite[6].

Dotée d'un système héraldique unique, chaque branche possède un blason et une devise propre. Ces derniers sont révélés aux nouveaux membres lors de leur initiation.

## Époque contemporaine
Trois années après la fondation à Yale, ΔKE s'étend aux universités de Princeton, Bowdoin, Amherst et Colby. En 2017, la fraternité compte 71 branches aux États-Unis et au Canada, et a initié plus de 85 000 hommes.
Elle comporte une fondation philanthropique, la Rampant Lion Foundation, et une autre dédiée aux programmes de développement personnel et de réussite scolaire de ses membres, la Deke Foundation.

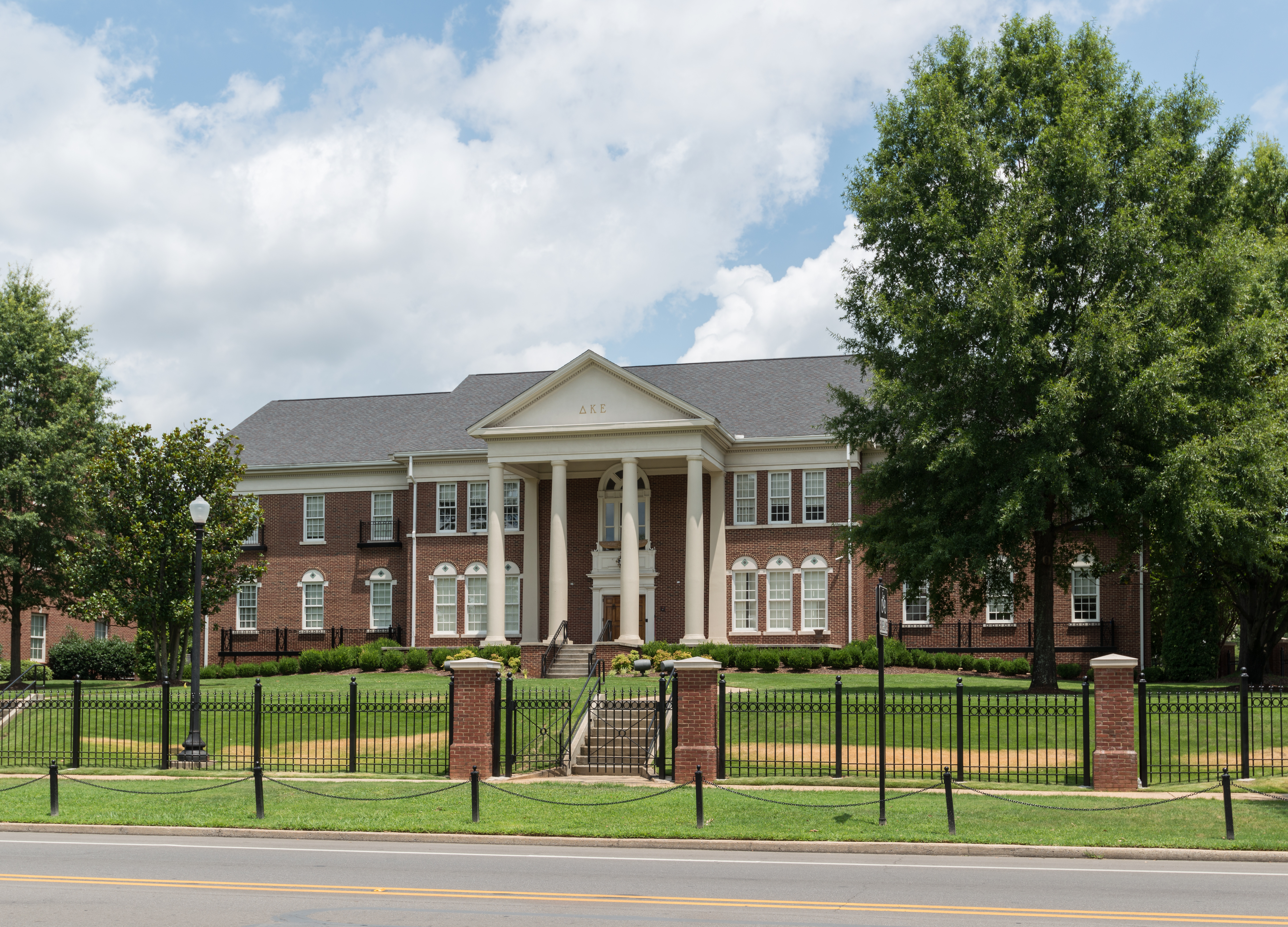
Psi (Ψ), université de l'Alabama.
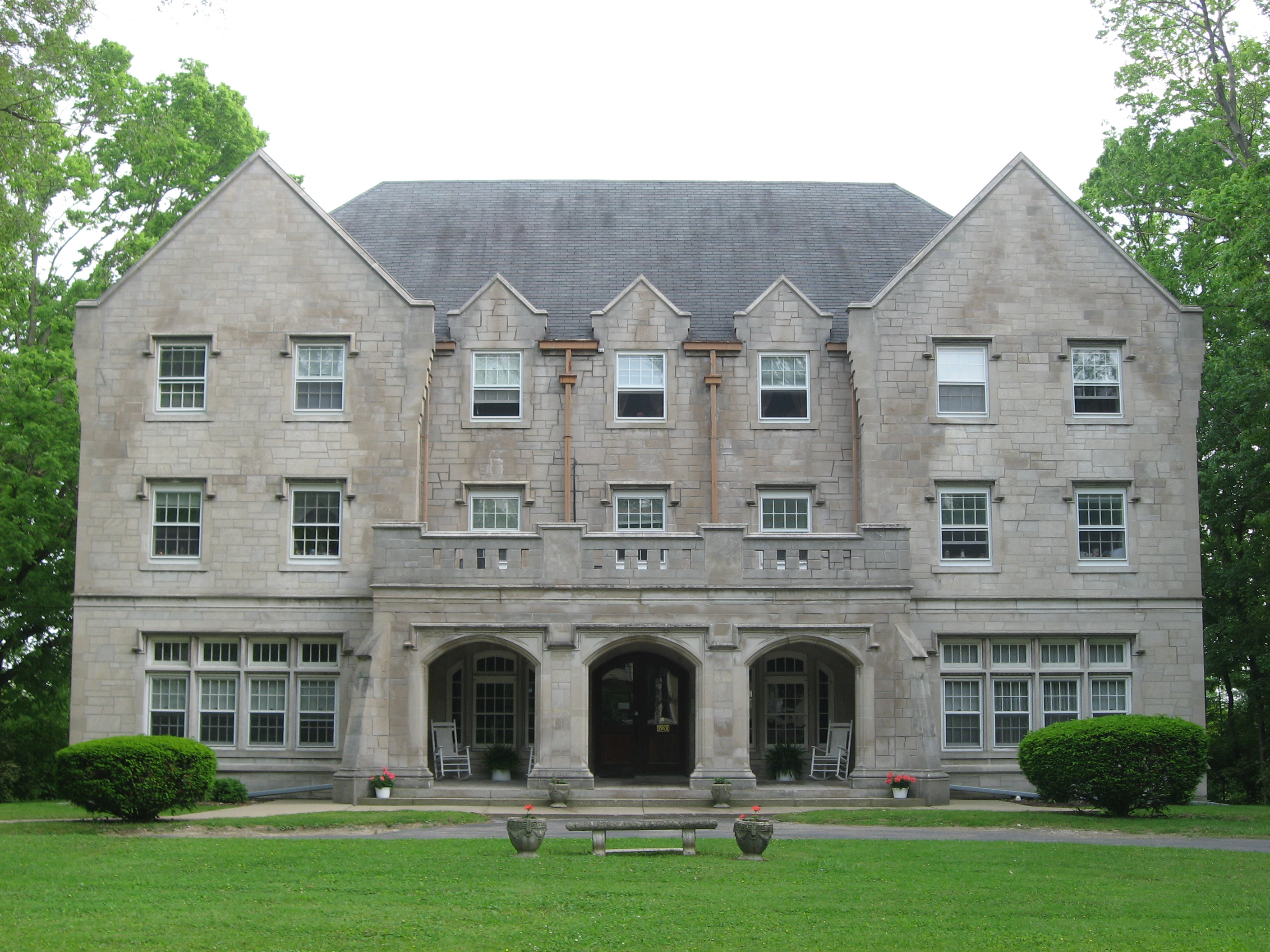
Psi Phi (ΨΦ), université DePauw.
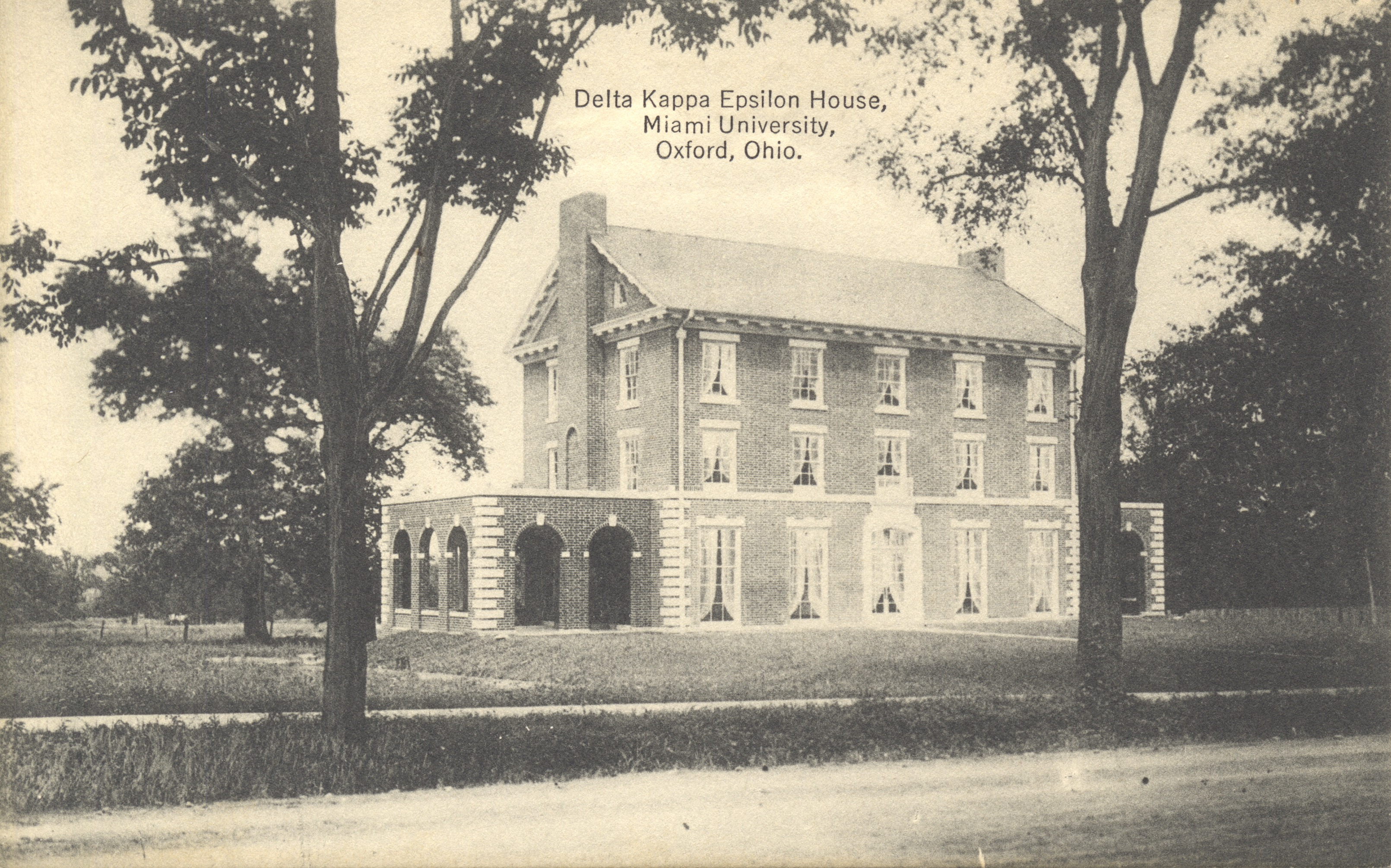
Kappa (K), université de Miami.

## Membres célèbres

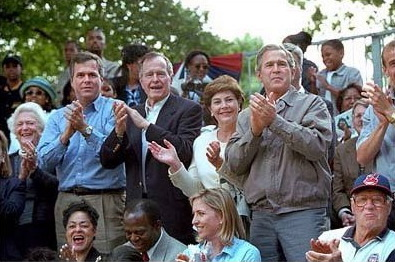
Deux des présidents des États-Unis membres de ΔΚΕ : George H. W. Bush et son fils George W. Bush.

### Présidents et chefs d'État
- Rutherford B. Hayes, 19e président des États-Unis
- Theodore Roosevelt, 26e président des États-Unis
- Mario García Menocal, 3e président de Cuba
- Franklin D. Roosevelt, 32e président des États-Unis
- Gerald R. Ford, 38e président des États-Unis
- George H. W. Bush, 41e président des États-Unis
- George W. Bush, 43e président des États-Unis

### Ambassadeurs
- Larz Anderson, ambassadeur des États-Unis au Japon et en Belgique
- Robert Bacon, secrétaire d'État des États-Unis
- Donald Ensenat, ambassadeur, chef du protocole
- Donald S. MacDonald, ministre canadien des Finances, ambassadeur au Royaume-Uni
- Clark T. Randt, ambassadeur des États-Unis en Chine
- Yung Wing, ambassadeur de Chine aux États-Unis
- Michael M. Wood, ambassadeur des États-Unis en Suède
- John Hay Whitney, ambassadeur des États-Unis au Royaume-Uni

### Fondateurs et administrateurs d'entreprises
- John F. Akers, président d'IBM
- Frank Batten, fondateur de Weather Channel
- Edward Bausch, président de Bausch & Lomb
- Alfred R. Berkeley III, président du NASDAQ
- Lawrence Bossidy, président d'Honeywell
- Charles Sterling Bunnell, président de Citibank
- James Boorman Colgate, fondateur et président de Colgate-Palmolive
- Donald Fisher, fondateur et président de Gap
- James Gamble, fondateur et président de Procter & Gamble
- Howard Heinz, président de Heinz
- Walter Hoving, président de Tiffany & Co.
- Herb Kelleher, fondateur et président de Southwest Airlines
- Robert Lehman, fondateur et président de Lehman Brothers
- Bradley Palmer, fondateur de Gillette, et United Fruit Company
- John Pierpont Morgan, président de JPMorgan Chase
- Barry W. Ridings, directeur de Lazard frères
- Frederick W. Smith, fondateur et président de FedEx
- Joseph Wilson, fondateur et président de Xerox
- William Wrigley III, président de Wrigley Company

Musiciens
- Charles Ives